# Невен Копанданова
Невен Емилова Копанданова е българска журналистка. Главен редактор на вестник Демокрация (1996 – 2000). Пресдиректор на Атлантическия клуб в България.

## Биография
Невен Копанданова е родена на 19 април 1966 година в София. Завършва специалност „Журналистика“ в Софийския университет „Св. Климент Охридски“. Работила е във вестниците „Свободен народ“, „Демокрация“, „Отечествен вестник“, радио „Свободна Европа“, член на Програмния съвет на БНТ, президент на КС Комуникейшънс, в. „Пари“, „Стандарт“.